# Summer Festival 2015
La terza edizione del Summer Festival (denominata Coca-Cola Summer Festival) è andata in onda ogni giovedì dal 9 al 30 luglio 2015 su Canale 5 e in radio su RTL 102.5 per quattro puntate con la conduzione di Alessia Marcuzzi, affiancata per il secondo anno consecutivo da Angelo Baiguini e Rudy Zerbi. Le quattro puntate sono state registrate in altrettante quattro serate, da giovedì 25 a domenica 28 giugno in Piazza del Popolo a Roma. La radio trasmette in diretta l'evento, arricchito da alcune interviste agli artisti partecipanti. Anche in questa edizione sono presenti due gare parallele: quella tra i "big" per eleggere la Canzone dell'estate e quella tra i giovani cantanti emergenti, che dopo diversi duelli e vincitori di puntata dà lo slancio alla carriera di uno dei partecipanti. Nella sfida dei giovani è importante la presenza degli ospiti musicali della serata che sono i presidenti della giuria che decide il vincitore delle singole puntate. È attualmente l'edizione più vista di questa manifestazione.

## Giovani
| Cantante     | Brano in gara         | Puntate | Puntate | Puntate | Puntate |
| Cantante     | Brano in gara         | 1       | 2       | 3       | 4       |
| Matthew Lee  | È tempo d'altri tempi |         | N.D.    | N.D.    |         |
| Il Pagante   | Vamonos               | N.D.    |         | N.D.    |         |
| Ada Reina    | Non mi importa di te  | N.D.    | N.D.    |         |         |
| Benji & Fede | Tutta d'un fiato      |         | N.D.    | N.D.    | N.D.    |
| Canova       | Expo                  | N.D.    | N.D.    |         | N.D.    |
| Giaime       | London Rain           | N.D.    |         | N.D.    | N.D.    |

Vincitori delle singole puntate
- Puntata 1: Matthew Lee - È tempo d'altri tempi
- Puntata 2: Il Pagante - Vamonos
- Puntata 3: Ada Reina - Non mi importa di te
- Puntata 4 - Vincitore assoluto: Matthew Lee - È tempo d'altri tempi

## Big
| Artista                            | Esibizione                                                          | Puntate | Puntate | Puntate | Puntate |
| Artista                            | Esibizione                                                          | 1       | 2       | 3       | 4       |
| Álvaro Soler                       | El mismo sol                                                        |         |         | N.D.    |         |
| The Kolors                         | Everytime e Realize (feat. Elisa)                                   |         | N.D.    |         |         |
| Briga                              | L'amore è qua                                                       | N.D.    | N.D.    |         |         |
| Dear Jack                          | Non importa di noi                                                  |         | N.D.    | N.D.    |         |
| Annalisa                           | Vincerò                                                             | N.D.    |         | N.D.    |         |
| Nek                                | Se telefonando                                                      |         |         | N.D.    |         |
| Francesco Renga                    | Era una vita che ti stavo aspettando                                |         |         | N.D.    |         |
| Emis Killa                         | C'era una volta                                                     | N.D.    |         | N.D.    |         |
| Chiara                             | Siamo adesso                                                        | N.D.    | N.D.    |         |         |
| Giovanni Caccamo                   | Distante dal tempo                                                  | N.D.    | N.D.    |         |         |
| Dolcenera                          | Fantastica                                                          |         | N.D.    |         |         |
| Bianca Atzei                       | In un giorno di sole e Ciao amore, ciao (feat. Alex Britti)         |         | N.D.    |         |         |
| Neffa                              | Sigarette                                                           | N.D.    |         | N.D.    |         |
| Marracash                          | In radio (feat. Federica Abbate) e Vita da star (feat. Fabri Fibra) | N.D.    | N.D.    |         |         |
| Madh                               | River                                                               | N.D.    | N.D.    |         |         |
| Baby K feat. Giusy Ferreri         | Roma-Bangkok                                                        |         | N.D.    | N.D.    |         |
| J-Ax feat. Il Cile                 | Maria Salvador                                                      |         | N.D.    |         | N.D.    |
| Francesca Michielin                | L'amore esiste                                                      |         | N.D.    |         | N.D.    |
| Lorenzo Fragola                    | Fuori c'è il sole                                                   |         | N.D.    |         | N.D.    |
| Nesli                              | Quello che non si vede                                              | N.D.    | N.D.    |         | N.D.    |
| Fedez feat. Francesca Michielin    | Magnifico                                                           |         | N.D.    |         | N.D.    |
| Francesco Sarcina                  | Femmina                                                             |         |         | N.D.    | N.D.    |
| Gué Pequeno feat. Akon             | Interstellar                                                        | N.D.    |         |         | N.D.    |
| Antonello Venditti                 | Ti amo inutilmente                                                  | N.D.    |         |         | N.D.    |
| Mario Biondi                       | Love is a temple                                                    |         |         | N.D.    | N.D.    |
| Malika Ayane                       | Senza fare sul serio                                                |         | N.D.    | N.D.    | N.D.    |
| Marco Carta                        | Ho scelto di no                                                     | N.D.    |         | N.D.    | N.D.    |
| Fabrizio Moro                      | Alessandra sarà sempre più bella                                    | N.D.    | N.D.    |         | N.D.    |
| Feder feat. Alyse                  | Goodbye                                                             | N.D.    |         | N.D.    | N.D.    |
| Irene Grandi                       | Casomai                                                             |         | N.D.    | N.D.    | N.D.    |
| Anna Tatangelo                     | Inafferrabile                                                       | N.D.    |         | N.D.    | N.D.    |
| Valerio Scanu                      | Alone                                                               | N.D.    |         | N.D.    | N.D.    |
| Gianluca Grignani feat. Emis Killa | Fuori dai guai                                                      | N.D.    |         | N.D.    | N.D.    |
| Klingande feat. Broken Back        | Riva (Restart the Game)                                             |         | N.D.    | N.D.    | N.D.    |
| Madcon feat. Ray Dalton            | Don't Worry                                                         | N.D.    | N.D.    |         | N.D.    |
| Paolo Simoni                       | Ci sono donne speciali                                              | N.D.    | N.D.    |         | N.D.    |
| Levante                            | Ciao per sempre                                                     |         | N.D.    | N.D.    | N.D.    |
| Deborah Iurato                     | Da sola                                                             | N.D.    |         | N.D.    | N.D.    |
| Enrico Nigiotti                    | Ora che non è tardi                                                 | N.D.    | N.D.    |         | N.D.    |
| Paola Turci                        | Io sono                                                             | N.D.    |         | N.D.    | N.D.    |
| Raige                              | Whisky                                                              | N.D.    | N.D.    |         | N.D.    |
| Caro Emerald                       | Quicksand                                                           | N.D.    |         | N.D.    | N.D.    |
| Santa Margaret                     | Dove sarai                                                          | N.D.    | N.D.    | N.D.    |         |
| Måns Zelmerlöw                     | Heroes                                                              | N.D.    | N.D.    | N.D.    |         |
| Petite Meller                      | Baby love                                                           | N.D.    | N.D.    | N.D.    |         |
| Serebro                            | Kiss                                                                | N.D.    | N.D.    | N.D.    |         |
| Jack Savoretti                     | The other side of love                                              | N.D.    | N.D.    |         | N.D.    |

## Ospiti
- Emma - Occhi profondi
- Marco Mengoni - Io ti aspetto
- Fiorella Mannoia & Loredana Bertè - In alto mare
- Elisa - Realize (con The Kolors)
- Francesco De Gregori - Buonanotte fiorellino
- Litfiba - Ritmo
- Gianna Nannini - Lontano dagli occhi

## Classifiche
| Posizione | 1ª puntata                            | 2ª puntata                  | 3ª puntata                            | 4ª puntata                     | Classifica Finale - 4ª puntata        |
| --------- | ------------------------------------- | --------------------------- | ------------------------------------- | ------------------------------ | ------------------------------------- |
| 1         | The Kolors - Everytime                | Álvaro Soler - El mismo sol | Madcon feat. Ray Dalton - Don't Worry | The Kolors - Everytime         | Álvaro Soler - El mismo sol           |
| 2         | Dear Jack - Non importa di noi        | Deborah Iurato - Da sola    | Briga - L'amore è qua                 | Petite Meller - Baby Love      | Briga - L'amore è qua                 |
| 3         | Dolcenera - Fantastica                | Annalisa - Vincerò          | J-Ax feat. Il Cile - Maria Salvador   | Briga - L'amore è qua          | The Kolors - Everytime                |
| 4         | Lorenzo Fragola - # Fuori c'è il sole | Nek - Se telefonando        | The Kolors feat. Elisa - Realize      | Nek - Se telefonando           | Madcon feat. Ray Dalton - Don't Worry |
| 5         | J-Ax feat. Il Cile - Maria Salvador   | Francesco Sarcina - Femmina | Dolcenera - Fantastica                | Dear Jack - Non importa di noi | Malika Ayane - Senza fare sul serio   |

## #daiunbacio
Dal lunedì al venerdì alle 12:20 su Italia 1, dal 6 al 31 luglio è andata in onda per cinque minuti uno spazio chiamato #daiunbacio in cui si incitavano le persone ad esprimere il proprio pensiero con un bacio.

## Ascolti
| Puntata | Registrazione  | Messa in onda  | Telespettatori | Share  | Ospiti                                          |
| ------- | -------------- | -------------- | -------------- | ------ | ----------------------------------------------- |
| 1       | 25 giugno 2015 | 9 luglio 2015  | 3 629 000      | 20,62% | Antonello Venditti, Emma                        |
| 2       | 26 giugno 2015 | 16 luglio 2015 | 2 846 000      | 17,95% | Fiorella Mannoia, Loredana Bertè, Marco Mengoni |
| 3       | 27 giugno 2015 | 23 luglio 2015 | 2 832 000      | 16,74% | Francesco De Gregori, Elisa                     |
| 4       | 28 giugno 2015 | 30 luglio 2015 | 2 722 000      | 16,99% | Litfiba, Gianna Nannini                         |
| Media   | Media          | Media          | 3 007 000      | 18,07% |                                                 |